# Tajuan Agee
Tajuan Agee, né le 12 novembre 1997 à Chicago, est un joueur américain de basket-ball évoluant au poste d'ailier fort, pour le BCM Gravelines-Dunkerque en Betclic Élite.

## Biographie

### Carrière universitaire
Entre 2016 et 2018, il joue dans une petite fac du Texas, la Tyler Junior College (en).
Entre 2018 et 2020, il joue pour les Gaels d'Iona à l'Iona College.

### Carrière professionnelle

#### Balkan Botevgrad (2020-2021)
Le 18 novembre 2020, automatiquement éligible à la draft 2020 de la NBA, il n'est pas sélectionné.
Le 8 juillet 2020, il signe avec l'équipe bulgare du Balkan Botevgrad.

#### Maccabi Ashdod (juin - oct. 2021)
Durant l'été 2021, il signe avec l'équipe israélienne du Maccabi Haïfa pour la saison 2021-2022. Mais, en octobre 2021, il rejoint l'équipe israélienne du Maccabi Ashdod/Be'er Tuvia pour deux matches.

#### SC Rasta Vechta (oct. 2021 - mai 2022)
Le 11 novembre 2021, il signe avec l'équipe allemande du SC Rasta Vechta (en) qui évolue en deuxième division.

#### Hawke's Bay Hawks (mai 2022)
Le 26 mai 2022, il signe avec l'équipe néo-zélandaise des Hawke's Bay Hawks pour le reste de la saison 2022 de NBL.

#### SC Rasta Vechta (2022-2023)
Le 13 juin 2022, il prolonge son contrat l'équipe allemande du SC Rasta Vechta (en) qui évolue en deuxième division.
À la fin de la saison, il est nommé MVP du championnat.

#### BCM Gravelines-Dunkerque (depuis 2023)
Le 22 juin 2023, il signe un contrat avec l'équipe française du BCM Gravelines-Dunkerque. Après une année dans le Nord, il prolonge pour deux saisons supplémentaires.

## Palmarès

### Universitaire
- 2× Second-team All-MAAC en 2019 et 2020

### En club
- MVP du championnat allemand de seconde division en 2023
- MVP du mois de Septembre 2024 en Betclic Élite

## Statistiques

### Universitaires
Les statistiques de Tajuan Agee en matchs universitaires sont les suivantes :
| Saison    | Équipe     | Matchs | Titul. | Min./m | % Tir | % 3pts | % LF | Rbds/m. | Pass/m. | Int/m. | Ctr/m. | Pts/m. |
| --------- | ---------- | ------ | ------ | ------ | ----- | ------ | ---- | ------- | ------- | ------ | ------ | ------ |
| 2016-2017 | Tyler (en) | -      | -      | -      | -     | -      | -    | -       | -       | -      | -      | -      |
| 2017-2018 | Tyler      | -      | -      | -      | -     | -      | -    | -       | -       | -      | -      | -      |
| 2018-2019 | Iona       | 33     | 28     | 27,5   | 45,8  | 35,7   | 72,8 | 8,03    | 1,15    | 1,00   | 0,70   | 13,21  |
| 2019-2020 | Iona       | 29     | 29     | 32,2   | 50,5  | 37,5   | 78,7 | 7,24    | 3,00    | 1,10   | 1,24   | 14,72  |
| Carrière  | Carrière   | 62     | 57     | 29,7   | 48,0  | 36,3   | 75,7 | 7,66    | 2,02    | 1,05   | 0,95   | 13,92  |